# Piers Courage
Piers Courage,  britanski dirkač Formule 1, * 27. maj 1942, Colchester, Anglija, Združeno kraljestvo, † 21. junij 1970, Zandvoort, Nizozemska.
Piers Courage je pokojni britanski dirkač Formule 1. Debitiral je v sezoni 1967, toda nastopil je le na treh dirkah, kjer je dvakrat odstopil, enkrat pa sploh ni štartal. Prva uvrstitev med dobitnike točk mu je uspela v naslednji sezoni 1968 na Veliki nagradi Francije, ko je osvojil šesto mesto, kasneje v sezoni pa še četrto. Nato je prišla njegova daleč najboljša sezona 1969, ko je ob dveh petih mestih osvojil tudi dve drugi mesti na Velikih nagradah Monaka in ZDA, kar sta njegovi najboljši uvrstitvi v karieri. Po štirih odstopih se je na peti sezone 1970 za Veliko nagrado Nizozemske smrtno ponesrečil v grozljivi nesreči. Njegov De Tomaso 505 se je po prevračanju vžgal in se, ker je moštvo za zmanjšanje teže dirkalnika za del šasije uporabilo magnezij, tako močno vžgal, da so zagorela celo bližnja drevesa. Preiskava nesreče pa je pokazala, da je Piers Courage zelo verjetno umrl že preden je njegov dirkalnik zajel ogenj .

## Popolni rezultati Formule 1
(legenda) (odebeljene dirke pomenijo najboljši štartni položaj, poševne pa najhitrejši krog, †-uvrščen kljub odstopu)
| Leto | Moštvo                     | Šasija        | Motor | 1       | 2       | 3       | 4       | 5       | 6      | 7       | 8     | 9       | 10      | 11      | 12      | 13 | Prv | Toč |
| ---- | -------------------------- | ------------- | ----- | ------- | ------- | ------- | ------- | ------- | ------ | ------- | ----- | ------- | ------- | ------- | ------- | -- | --- | --- |
| 1967 | Owen Racing Organisation   | Lotus 25      | BRM   | JAR Ret |         |         |         |         |        |         |       |         |         |         |         |    | -   | 0   |
| 1967 | Owen Racing Organisation   | BRM P261      | BRM   |         | MON Ret | NIZ     | BEL     | FRA     | VB DNS | NEM     | KAN   | ITA     | ZDA     | MEH     |         |    | -   | 0   |
| 1968 | Reg Parnell Racing         | BRM P126      | BRM   | JAR     | ŠPA Ret | MON Ret | BEL Ret | NIZ Ret | FRA 6  | VB 8    | NEM 8 | ITA 4   | KAN Ret | ZDA Ret | MEH Ret |    | 19. | 4   |
| 1969 | Frank Williams Racing Cars | Brabham BT26A | Ford  | JAR     | ŠPA Ret | MON 2   | NIZ Ret | FRA Ret | VB 5   | NEM Ret | ITA 5 | KAN Ret | ZDA 2   | MEH 10  |         |    | 8.  | 18  |
| 1970 | Frank Williams Racing Cars | De Tomaso 505 | Ford  | JAR Ret | ŠPA DNS | MON NC  | BEL Ret | NIZ Ret |        |         |       |         |         |         |         |    | -   | 0   |